# New Brighton, Australien
New Brighton är en ort i Australien. Den ligger i kommunen Byron Shire och delstaten New South Wales, i den sydöstra delen av landet, omkring 630 kilometer norr om delstatshuvudstaden Sydney.
Närmaste större samhälle är Byron Bay, omkring 16 kilometer sydost om New Brighton. 
I omgivningarna runt New Brighton växer i huvudsak städsegrön lövskog. Genomsnittlig årsnederbörd är 1 858 millimeter. Den regnigaste månaden är januari, med i genomsnitt 298 mm nederbörd, och den torraste är oktober, med 40 mm nederbörd.